# Rudolf Dietrich (Skispringer)
Rudolf „Rudi“ Dietrich (* 13. August 1929 in Innsbruck; † 11. September 2004 in Seefeld in Tirol) war ein österreichischer Skispringer. Er nahm an den Olympischen Winterspielen 1952 teil und konnte mehrere FIS-Springen gewinnen.

## Werdegang
Dietrich erlernte als Kind das Skilaufen und begann als 15-Jähriger nach Ende des Zweiten Weltkrieges mit dem Skispringen. Nach seiner Schulzeit absolvierte er eine Ausbildung zum Schornsteinfegermeister, weshalb er sich nie gänzlich auf den Sport konzentrieren konnte. Ende der 1940er-Jahre gelang ihm der Anschluss an die österreichische Spitze. Im Februar 1950 wurde er in Bad Aussee Österreichischer Sprunglaufmeister und im März desselben Jahres gewann er mit einer Weite von 103,0 Metern das Eröffnungsspringen auf der neu errichteten Skiflugschanze am Kulm. Ebenso gewann er in diesem Winter die FIS-Springen auf den Normalschanzen in Mutters und Zell am Ziller sowie auf der Großschanze am Bergisel. Im Winter 1951 belegte er beim Skifliegen am Kulm den dritten Platz. Im Februar 1952 nahm Dietrich an den Olympischen Winterspielen in Oslo teil, wo er mit Sprüngen auf 63,0 und 62,5 m als zweitbester Österreicher den 21. Platz belegte. Im Jänner 1953 startete er bei der ersten Vierschanzentournee, bei der er den 15. Gesamtrang belegte. Sein bestes Einzelergebnis war ein 15. Platz auf der Großen Olympiaschanze in Garmisch-Partenkirchen. Im Februar 1953 gewann er ebenfalls in Garmisch das FIS-Springen. Bei der Vierschanzentournee 1953/54 war sein bestes Ergebnis wiederum ein 15. Platz, diesmal auf der Schattenbergschanze in Oberstdorf. Allerdings fehlte er beim Springen in Garmisch, weshalb er nicht in die Gesamtwertung kam. Für die Nordischen Skiweltmeisterschaften 1954 im schwedischen Falun konnte er sich innerhalb der österreichischen Mannschaft nicht qualifizieren. Aufgrund seiner beruflichen Aufgaben fand Dietrich immer weniger Zeit für den Sport, weshalb er nach der Saison 1954/55 im Alter von 25 Jahren seine Karriere beendete. In den folgenden Jahren betrieb er noch den Motorradrennsport und konnte einige Bergrennen gewinnen.